# Abwasserabgabe
Die Abwasserabgabe  ist in Deutschland eine Abgabe für die Einleitung von Abwasser in ein Gewässer. Sie wird durch die Bundesländer erhoben.
Abwasser im Sinne des Abwasserabgabengesetzes sind das durch häuslichen, gewerblichen, landwirtschaftlichen oder sonstigen Gebrauch in seinen Eigenschaften veränderte und das bei Trockenwetter damit zusammen abfließende Wasser (Schmutzwasser) sowie das von Niederschlägen aus dem Bereich von bebauten oder befestigten Flächen abfließende und gesammelte Wasser (Niederschlagswasser). Als Schmutzwasser gelten auch die aus Anlagen zum Behandeln, Lagern und Ablagern von Abfällen austretenden und gesammelten Flüssigkeiten.
Der Begriff Abwasserabgabe ist nicht identisch mit dem Begriff Abwassergebühr.
Die Abwasserabgabe als umweltpolitisches Lenkungsinstrument wurde durch die Verabschiedung des Abwasserabgabengesetzes vom 13. September 1976 eingeführt. Seit 1981 wird die Abwasserabgabe erhoben.
Abgabepflichtig ist, wer Abwasser unmittelbar in ein Gewässer einleitet oder in den Untergrund verbringt. Die Abgabepflichtigen sind: Kommunen, Abwasserzweckverbände, Industrie-, Gewerbe- und Landwirtschaftsbetriebe. Für Einleitungen aus Haushaltungen mit weniger als 8 m³ je Tag Schmutzwasser (sogenannte Kleineinleiter) sind die von den Ländern bestimmten Körperschaften des öffentlichen Rechts abgabepflichtig. Das sind in der Regel die Kommunen, die wiederum die für Kleineinleiter zu entrichtende Abwasserabgabe durch Erlass einer entsprechenden Satzung auf die Kleineinleiter abwälzen können.

## Berechnung
Die Höhe des Abgabebetrages richtet sich bei der Einleitung von Schmutzwasser nach der Schädlichkeit des eingeleiteten Abwassers.
Die Schmutzfracht wird für die maßgeblichen Abgabeparameter ermittelt:
- Chemischer Sauerstoffbedarf (CSB)
- Phosphor (P)
- anorganischer Stickstoff (N anorg.)
- Organische Halogenverbindungen (AOX)
- Metalle: Quecksilber (Hg), Cadmium (Cd), Chrom (Cr), Nickel (Ni), Blei (Pb) und Kupfer (Cu)
- Giftigkeit gegenüber Fischeiern (GEi)

Die Schmutzfrachten für die Abgabeparameter werden aus den wasserrechtlichen Überwachungswerten und den Jahresschmutzwassermengen ermittelt, die in der Regel der Einleitungserlaubnis zu entnehmen sind. Die Einhaltung der Überwachungswerte wird von den Staatlichen Umweltämtern überwacht. Überschreitungen führen nach einem im Gesetz vorgesehenen System zu einer Erhöhung der Abwasserabgabe. Die Schädlichkeit wird durch den Messwert „Schadeinheit“ (SE) ausgedrückt. Eine SE entspricht etwa der Schädlichkeit ungereinigten Abwassers eines Einwohners pro Jahr (Einwohnergleichwert). Je geringer die Schädlichkeit eines Abwassers ist, umso geringer ist auch die Abwasserabgabe. Die Abwasserabgabe soll daher dazu anreizen, die Schädlichkeit der Abwässer durch Vermeidungsmaßnahmen (Abwasserbehandlung in Kläranlagen, Einführung abwasserarmer oder abwasserloser Produktionsverfahren und Einführung umweltfreundlicher Produkte) zu vermindern.
Für Kleineinleitungen und Niederschlagswasser aus öffentlichen Kanalisationen werden die Schadeinheiten pauschal nach der Zahl der angeschlossenen Einwohner bzw. bei Niederschlagswasser von gewerblichen Flächen nach der Größe der befestigten Fläche festgesetzt. Bei Einhaltung bestimmter Voraussetzungen besteht hier die Möglichkeit zur Befreiung von der Abgabe.
Pro Schadeinheit (SE) ist ein Abgabesatz zu entrichten, der seit 1981 von 12,- DM bis 1997 auf 70,- DM gestiegen ist. Seit dem Veranlagungsjahr 2002 beträgt der Abgabesatz 35,79 Euro.
Soweit Kommunen für die Einleitung von Abwasser aus ihrer Entwässerungseinrichtungen in ein Gewässer eine Abwasserabgabe zu entrichten haben, können diese die Kosten auf die Benutzer der Abwasserbeseitigungseinrichtung über die Abwassergebühren abwälzen.

## Zweckbindung
Das Aufkommen der Abwasserabgabe ist für Maßnahmen zweckgebunden, die der Erhaltung oder Verbesserung der Gewässergüte dienen.